# Берцо Сан Фермо
Берцо Сан Фермо (итал. Berzo San Fermo) је насеље у Италији у округу Бергамо, региону Ломбардија.
Према процени из 2011. у насељу је живело 1211 становника. Насеље се налази на надморској висини од 341 м.

## Становништво
| 1931. | 1936. | 1951. | 1961. | 1971. | 1981. | 1991. | 2001. | 2011. |
| ----- | ----- | ----- | ----- | ----- | ----- | ----- | ----- | ----- |
| 911   | 1.009 | 957   | 922   | 987   | 1.009 | 1.043 | 1.142 | 1.298 |